# Eduardo Pérez Pujol

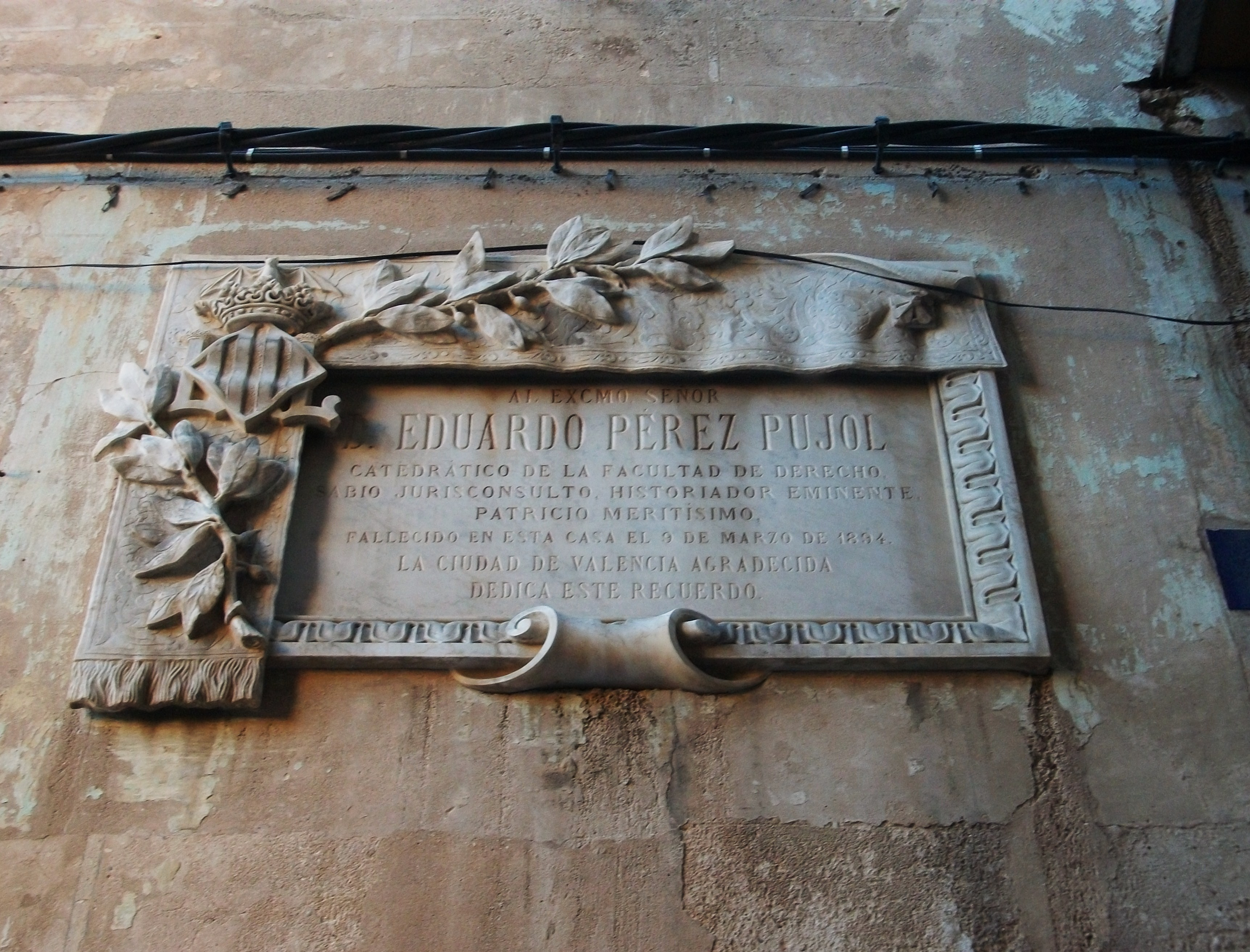
Placa que indica la casa on va morir Eduardo Perez Pujol al carrer d'Eixarchs de València.

Eduardo Pérez Pujol (Salamanca, 6 de març de 1830 - València, 9 de març de 1894) va ser un jurista, historiador i sociòleg krausista espanyol.
Va promoure l'estudi sociològic, va fundar amb altres de la "Lliga contra la Ignorància". Va dedicar gran part de la seva vida a la campanya a favor dels gremis, en la reconstrucció dels quals veia la millor solució al problema social. També fou catedràtic de Dret Romà a la Universitat de Santiago de Compostel·la, i de Dret Civil i Història del Dret a la Universitat de Valladolid. També fou rector de la Universitat de València des de 1869 fins a 1873.

## Biografia
Va estudiar a la Universitat de Salamanca, obtenint el grau de Batxiller en Filosofia en 1843, el de Batxiller en Jurisprudència en 1848 i el grau de llicenciat en aquesta mateixa matèria en 1850. Després va anar a Madrid, on va obtenir el doctorat en 1851. Després va treballar com a auxiliar de professor a la Universitat de Salamanca i des de 1856 fou catedràtic en Dret Romà a la Universitat de Santiago. Poc després es trasllada a Valladolid, treballant a la Universitat de la ciutat com a catedràtic en Dret Civil i Història del Dret. En 1858 arriba a València, on roman a la seva Universitat fins que es jubilà el 1888. La junta que governà la ciutat després de la revolució de 1868 el va nomenar rector de la Universitat de València, càrrec que va ocupar fins que va dimitir el 1873.
Va mantenir contactes amb krausistes i lliurecanvistes, provocà una forta polèmica quan va autoritzar un míting de la Internacional a la Universitat. Va promoure la creació del Centre Federatiu de Societats Obreres de València, i preocupat per la implantació de les idees internacionalistes, va redactar per a la Societat d'Amics del País l'informe La cuestión social en Valencia (1872), considerat un dels primers estudis sociològics a Espanya. Proper al Partit Democràtic de Manuel Ruiz Zorrilla, va rebutjar la seva oferta de ser ministre. Tot i ser oposat al moviment cantonalista, el juliol de 1873 fou nomenat membre de la Junta Revolucionària del Cantó Valencià, raó per la qual Arsenio Martínez Campos el va empresonar uns mesos.
Després de la restauració borbònica continuà fent classes a la universitat i fou un dels impulsors de la Institución Libre de Enseñanza i de la Caixa d'Estalvis de València. A la Universitat de València va tenir molts deixebles, de tal manera que se'l considera impulsor d'institucions com l'Ateneu Mercantil de València, de la Institució per a l'Ensenyament de la dona, de l'Escola d'Artesans i de la La Lliga Contra la Ignorància, entre d'altres. Entre els seus deixebles hom pot comptar Estanislao García Monfort i José Jorro Miranda, entre d'altres.
El 1883 va impulsar el Congrés Sociològic de València, on va proposar fer un informe sobre la situació de la classe obrera a Espanya, i el 1884 la Comissió de Reformes Socials, des d'on defensà el cooperativisme, l'assistencialisme, les caixes d'estalvis i la creació de jurats mixtes.

## Obres
- La sociología y la fórmula del derecho (1875)
- Historia general del derecho (1886)
- Historia de las instituciones sociales de la España goda (1896)